# Anselmo Aieta
Anselmo Alfredo Aieta (* 5. November 1896 in Buenos Aires; † 25. September 1964 ebenda) war ein argentinischer Bandoneonist und Komponist.

## Leben und Wirken
Aietas professionelle Laufbahn als Musiker begann um 1913. Er ersetzte zu dieser Zeit den Bandoneonisten Graciano De Leone in einem Tango-Trio, dem außerdem der Pianist Agustín Bardi und der Gitarrist Ricardo González angehörten, und trat gelegentlich mit einer von Genaro Espósito geleiteten Gruppe auf. In der Folgezeit arbeitete er mit Musikern wie Eduardo Arolas, Rafael Iriarte, Carlos Marcucci, José Servidio, Luis Bernstein, Rafael Tuegols und Roberto Emilio Goyeneche zusammen. Von 1919 bis 1923 gehörte er dem Orchester von Francisco Canaro an. In dieser Zeit entstand sein Tango El huérfano nach einem Text von Francisco García Jiménez, der auch Texte zu weiteren seiner Kompositionen verfasste.
1923 gründete Aieta ein eigenes Orchester, mit dem er in Cafés, Kinos und Clubs auftrat. 1925 wurde er Mitglied des Orquesta Típica Paramount, das im gleichnamigen Kino mit den Geigern Alfredo Mazzeo und Juan D’Arienzo, dem Pianisten Ángel D’Agostino (später durch Alfonso Lacueva ersetzt) und dem Kontrabassisten José Puglisi auftrat. Aus diesem Orchester gingen u. a. die Musiker Luis Moresco, Luis Visca, Nerón Ferrazzano, Daniel Alvarez, Gabriel Clausi, Jorge Argentino Fernández, Carlos Dante und der Lyriker Armando Tagini hervor.
Aieta gilt als einer der bedeutendsten Tangokomponisten seiner Zeit. Carlos Gardel nahm allein sechzehn seiner Tangos auf. Weitere Interpreten waren Aníbal Troilo, Osvaldo Fresedo, Alfredo De Angelis, Miguel Caló, Ricardo Tanturi, Osvaldo Pugliese, Francisco Canaro, Juan D’Arienzo und andere. In den 1950er Jahren nahm Edmundo Rivero zwei seiner Tangos auf. Sein bevorzugter Textdichter war Francisco García Jiménez, er komponierte aber auch Texte von Enrique Dizeo, Lito Bayardo, Santiago Adamini, Cátulo Castillo, Vicente Planells del Campo, Francisco Laino, Mario Battistella, Francisco Bastardi und Nolo López. Neben Tangos komponierte er auch Walzer, Pasodobles, Sambas, Milongas und Stücke anderer Genres.

## Kompositionen
- La primera sin tocar (um 1912)
- El huérfano (1921)
- Príncipe (1922)
- La mentirosa (1923)
- Suerte loca (1925)
- Siga el corso (1926)
- Bajo Belgrano (1926)
- Tus besos fueron míos (1926)
- Carnaval (1927)
- La chiflada (1927)
- Entre sueños (1928)
- Alma en pena (1928)
- Yo me quiero disfrazar (1928)
- Prisionero (1929)
- Palomita blanca (1929)
- Chau ingrata (1929)
- Tras cartón (1929)
- Tan grande y tan zonzo (1929)
- Qué fenómeno (1929)
- Primero campaneala (1930)
- Bajo tierra (1930)
- Ya estamos iguales (1934)
- Mariposita (1940)
- Color de barro (1941)
- Estampa tanguera (1950er Jahre)
- Escolaso (1950er Jahre)